# Кубок Андорри з футболу 2025
Кубок Андорри з футболу 2025 — 33-й розіграш кубкового футбольного турніру в Андоррі. Втретє титул здобув Інтер (Ескальдес-Енгордань).

## Календар
| Раунд        | Дата               | Матчі | Клуби  |
| ------------ | ------------------ | ----- | ------ |
| Перший раунд | 11–12 січня 2025   | 5     | 13 → 8 |
| 1/4 фіналу   | 12–13 березня 2025 | 4     | 8 → 4  |
| 1/2 фіналу   | 16–17 квітня 2025  | 2     | 4 → 2  |
| Фінал        | 25 травня 2025     | 1     | 2 → 1  |

## Перший раунд
| Команда 1                   | Рахунок | Команда 2       |
| --------------------------- | ------- | --------------- |
| 11 січня 2025               |         |                 |
| Уніо Еспортива              | 5–0     | Сіті Ескальдес  |
| 12 січня 2025               |         |                 |
| Есперанса                   | 0–2     | Пас-де-ла-Каза  |
| Ранжерс                     | 1–0     | Каррой          |
| Інтер (Ескальдес-Енгордань) | 6–0     | Пенья Енкарнада |
| Атлетік Ескальдес           | 2–0     | Ордіно          |

## 1/4 фіналу
| Команда 1         | Рахунок      | Команда 2                   |
| ----------------- | ------------ | --------------------------- |
| 12 березня 2025   |              |                             |
| Ла-Массана        | 0–2          | Уніо Еспортива              |
| Пас-де-ла-Каза    | 0–3          | Інтер (Ескальдес-Енгордань) |
| 13 березня 2025   |              |                             |
| Санта-Колома      | 1–1 пен. 5–6 | Ранжерс                     |
| Атлетік Ескальдес | 5–0          | Атлетік Америка             |

## 1/2 фіналу
| Команда 1      | Рахунок | Команда 2                   |
| -------------- | ------- | --------------------------- |
| 16 квітня 2025 |         |                             |
| Уніо Еспортива | 1–2     | Інтер (Ескальдес-Енгордань) |
| 17 квітня 2025 |         |                             |
| Ранжерс        | 1–2 дч  | Атлетік Ескальдес           |

## Фінал
| 25 травня 2025 19:00 (EEST) |

| Інтер (Ескальдес-Енгордань) | 1:0      | Атлетік Ескальдес |
| --------------------------- | -------- | ----------------- |
| Фегер 60'                   | Протокол |                   |

| Комуналь, Андорра-ла-Велья Арбітр: Мануель Антоніо Ногейра Фернандес |